# 绒毛草
绒毛草（学名：Holcus lanatus）为禾本科绒毛草属下的一个种，在北美是入侵種。

## 扩展阅读
- 維基物種上的相關：绒毛草